# 永丰街道 (贞丰县)
永丰街道，是中华人民共和国贵州省黔西南布依族苗族自治州贞丰县下辖的一个街道办事处。
2013年11月16日，贵州省人民政府批复同意撤销珉谷镇建制，以原珉谷镇老城社区、菜园社区、永丰社区、坪上社区、东门社区、七星湖社区、盘龙村、岩鱼村、林用村、戈岜村、必克村、巧贯村等12个村（社区）地域为永丰街道行政区域，街道办事处驻永丰社区。

## 行政区划
永丰街道下辖以下地区：
永丰社区、菜园社区、老城社区、东门村、巧贯村、林用村、戈岜村、必克村、岩鱼村和盘龙村。